# Niedźwiedź (powiat limanowski)

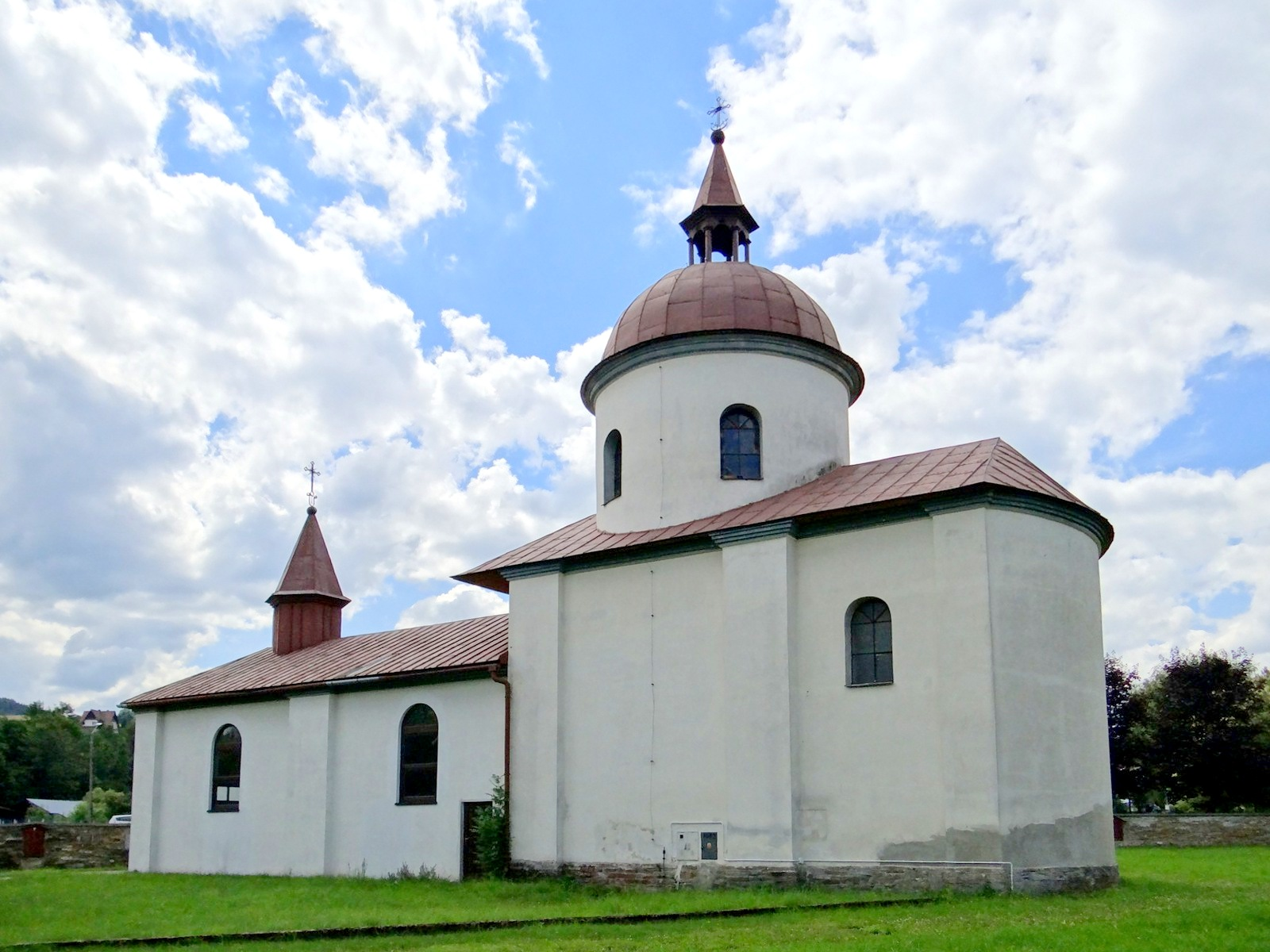
Kościół św. Sebastiana

Niedźwiedź – wieś w Polsce, położona w województwie małopolskim, w powiecie limanowskim, w gminie Niedźwiedź.
W latach 1975–1998 miejscowość należała administracyjnie do województwa nowosądeckiego. W latach 1954–1972 wieś należała i była siedzibą władz gromady Niedźwiedź, po reformie jest siedzibą gminy Niedźwiedź.

## Położenie
Niedźwiedź jest wsią letniskową położoną w Gorcach, w dolinie potoku Porębianka pomiędzy wzniesieniami Potaczkowej (746 m n.p.m.) i Witowa (723 lub 720 m n.p.m.).
| przysiółki | Cieluchy, Korce, Krężele, Murzyny, Stramy, Szwaje, Witów                                                     |
| części wsi | Czechy, Grońscy, Jamrozówka, Limierze, Maciejki, Mierniki, Moskały, Niedźwiedzcy, Podgronie, Potok, Ryplówka |

## Geneza wsi

### Etymologia słowa
Najstarsza wzmianka o potoku Porębianka, pojawia się już w źródłach z 1254 i figuruje w kodeksie małopolskim (zapisanym w języku starogermańskim) pod nazwą Mezweza (co by mogło wskazywać na to, że pierwotnie wieś się rozciągała szerzej). W późniejszym czasie pojawia się nazwa Miedźwiedza lub Miedżwiedźa.

### Historia
Według Jana Długosza wieś została ulokowana w 1398 w oparciu o system łanów leśnych. Niedźwiedź przez wiele lat był własnością Ratułdów, wchodząc w skład starostwa nowotarskiego. Po jego podziale w XVII w. wieś zaliczała się do tzw. klucza wielkoporębskiego, zarządzanego przez Lubomirskich z Wiśnicza. Otwarli oni tutaj w 1608 swoją papiernię, która działała aż do 1730.
Pierwszy kościół Niedźwiedź zawdzięczał Sebastianowi Lubomirskiemu, który miał ufundować go w 1593 r. W 1605 nastąpiło erygowanie parafii. J. Łepkowski i J. Jerzmanowski w połowie wieku XIX pisali o Niedźwiedziu, iż ten kościół miał „...drewniany, r. 1606 wystawiony przez Sebastyana Lubomierskiego hrabiego na Wiśniczu, kasztelana wojnickiego, sandomierskiego, spiskiego i dobczyckiego starosty (…) R. 1695 spalił się kościół i tegoż roku nowy z drzewa stawiać poczęto. Znajduje się przy kościele, między metrykami, spis wydatków na stawianie nowéj świątyni, zkąd się wiele ciekawych wiadomości dowiedziéć można”.
Budowę nowej świątyni, również drewnianej, przeprowadzono w latach 1696–1699. Kościół, konstrukcji zrębowej, otoczony był sobotami i kryty gontem. Rzeźbami ozdobił wnętrze W. Gliński z Zembrzyc. Główny ołtarz kościoła, w stylu manierystycznym, z obrazem św. Rodziny, pochodził z I połowy XVII w. Sprowadzono go tu z kościoła św. Anny w Krakowie. Jeden z bocznych ołtarzy, późnobarokowy, namalowany przez Franciszka Lekszyckiego, przedstawiał św. Antoniego Padewskiego. Ponadto w wyposażeniu była barokowa ambona i sześć barokowych posągów przedstawiających świętych, pochodzących z XVIII i XIX w. W 1850 r. dobudowano do kościoła wieżę, która służyła jako dzwonnica. Kościół otaczały lipy zasadzone tutaj w 1933
W drewnianym kościele św. Sebastiana dnia 1 listopada 1875 r. został ochrzczony Franciszek Salezy Smaciarz, który później pod pseudonimem Władysław Orkan został pisarzem – piewcą Gorców i jego ludu. Na cmentarzu parafialnym w Niedźwiedziu spoczywają jego żona i córka.
3 września 1939 r. wkraczające oddziały Wehrmachtu zabiły 4 mieszkańców, spaliły 10 budynków mieszkalnych i gospodarczych.
Drewniany kościół św. Sebastiana spłonął nocą 6 czerwca 1992 r. Nie został odbudowany.
Obecnie siedzibą parafii jest nowy kościół parafialny, poświęcony w 1997 r.

## Turystyka
Szlaki turystyczne
 – na Turbacz, prowadzi obok Muzeum Biograficznego Władysława Orkana, Orkanówki.
Atrakcje turystyczne

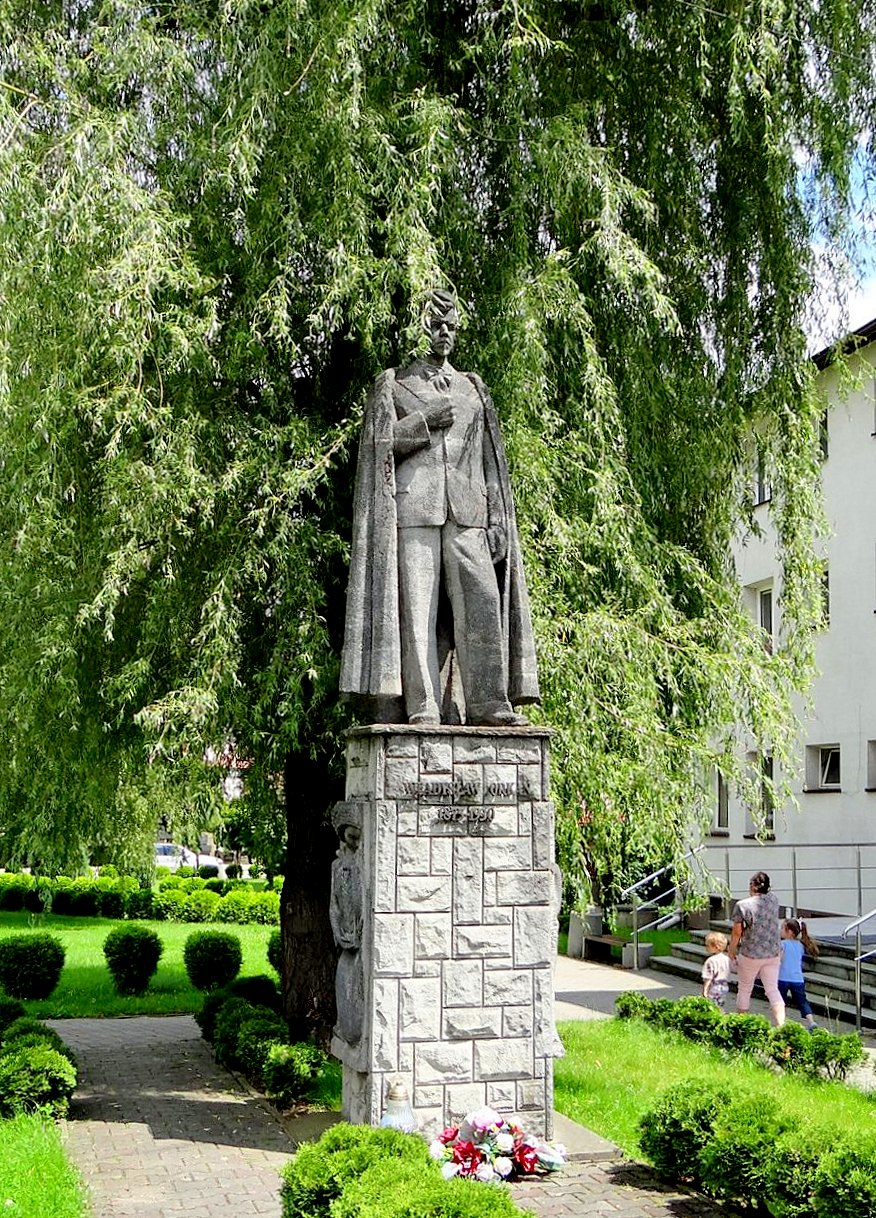
Pomnik Władysława Orkana

Najważniejszy zabytek Niedźwiedzia – drewniany kościół pod wezwaniem św. Sebastiana, zbudowany w latach 1695–1699 – pozostał tylko na kartach historii. Obecnie na jego miejscu stoi drewniano-murowana kaplica pw. św. Sebastiana.
We wsi znajduje się wieża z 1850 r. i domy podcieniowe z przełomu XVIII i XIX w.
Od 2002 na rynku w Niedźwiedziu stoi pomnik Władysława Orkana, przeniesiony tu z rynku w Nowym Targu.